# Lauriidae
Lauriidae — семейство сухопутных брюхоногих моллюсков. Описано около 50 видов, большинство из которых — мелкие улитки. Их раковины цилиндрической или овальной формы. Моллюски этого семейства обитают в Средиземноморском регионе, Южной Европе, Малой Азии, Крыму, Кавказском регионе, Азорских островах, острове Мадейра и на Канарских островах. Отдельные виды встречаются в Британской Колумбии и Новой Зеландии.

## Систематика
В состав семейства входят следующие роды:
- Euxinolauria Lindholm, 1924
- Leiostyla Lowe, 1852
- Scarabella Lowe, 1852
- Azoripupa Pilsbry, 1923
- Wollastonula Pilsbry, 1922
- Mastula Lowe, 1852
- Craticula Lowe, 1852
- Hemilauria Waldén, 1983
- Senilauria Pilsbry, 1928
- Lauria Gray, 1840 typus